# 阿亚兹·萨迪克
萨达尔·阿亚兹·萨迪克（旁遮普语：烏爾都語：；1954年10月17日—）是一名巴基斯坦政治家，目前担任巴基斯坦联邦法律和司法部部长。自2018年8月以来一直是巴基斯坦国民议会成员。此前，他在2002年至2018年5月期间担任国民议会议员。他于2013年6月至2015年8月担任第19届巴基斯坦国民议会议长，并于2015年11月至2018年8月再次担任。